# Ститт, Сонни
Сонни Ститт (англ. Sonny Stitt;  настоящее имя Эдвард Ботнер; 2 февраля 1924, Бостон — 22 июля 1982, Вашингтон) — американский джазовый саксофонист (альт и тенор), исполнявший музыку в стилях бибоп и хард-боп.
Родился в семье музыкантов, вырос в округе Сагино, Мичиган, в скором времени был усыновлён другой семьёй, получив фамилию Ститт, со средней школы стал называть себя именем Сонни. В 1943 году впервые встретил Чарли Паркера, с которым начал сотрудничать и которого в 1945 году заменил в составе группы Dizzy Gillespie, до этого выступал в составе Billy Eckstine. В 1950-х годах исполнял афро-кубинский джаз, в 1960-х сотрудничал с Майлсом Девисом и Джене Аммонсом, с начала 1970-х годов снизил музыкальную активность. Большую часть жизни был лидером различных небольших джаз-бендов. Имел проблемы с наркотиками, умер в 1982 году от сердечного приступа. За свою жизнь записал более 100 альбомов.